# جصاص
ابوبکر رازی معروف به جصاص (درگذشته ۳۷۰ هجری) مفسری از مذهب حنفیه است که تفسیری به نام احکام القرآن تألیف نمود. این کتاب در چهار جلد بزرگ چاپ شد و هنوز در بین علماء متداول است. وی در اصول نیز کتاب مشهوری به نام فصول فی الأصول یا أصول الجصاص دارد. از دیگر کتاب‌های وی شرح مختصر الکرخی، شرح مختصر الطحاوی، شرح‌الجامع الصغیر و شرح الأسماء الحسنی هستند.